# رودولفو كارفاغال
رودولفو كارفاغال (بالإسبانية: Rodolfo Carvajal)‏ هو لاعب كرة قدم فنزويلي، ولد في 8 فبراير 1952. لعب مع إستوديانتس دي ماردة ‏.

## وصلات خارجية
- رودولفو كارفاغال على موقع أوليمبيديا (الإنجليزية)